# تشهل متري همغون (كوهمرة خامي)
تشهل متري همغون (بالفارسية: چهل متری همگون) هي قرية تقع في إيران في قسم كوهمرة خامي الريفي.